# Mantarrayas de La Paz
Las Mantarrayas de La Paz fue un equipo que participó en el Circuito de Baloncesto de la Costa del Pacífico con sede en La Paz, Baja California Sur, México.

## Historia
La Paz anteriormente contó con basquetbol profesional dentro de la primera etapa de CIBACOPA entre los años 80´s y 90´s, con la presencia de los destacados Lobos Marinos de La Paz, que no solo se ganaron el corazón de la población paceña, sino de todo el estado de Baja California Sur; en el año 2000, la escuadra fue uno de los fundadores de la segunda etapa del circuito, aunque solo participaría 2 torneos, ya que por motivos económicos, tuvo que retirarse y dejó a la ciudad sin basquetbol profesional en el 2002. Esta escuadra jugaba sus partidos en la mítica cancha Manuel Gómez Jiménez.
Dieciséis años después, el 11 de septiembre de 2018, durante la ceremonia de reinauguración de la Arena La Paz (antes llamado Gimnasio Auditorio), el gobernador de Baja California Sur, Carlos Mendoza Davis, anuncia de manera oficial el regreso al Circuito de Baloncesto de la Costa del Pacífico en el puerto para el primer trimestre del 2019, del cual menciona que esta nueva franquicia llevaría por nombre Mantarrayas; también se vivió el juego de estrellas dentro del mismo entre un combinado de Estrellas de CIBACOPA contra los All Star Game de California.
El 21 de enero de 2019, en conferencia de prensa, Antonio Batalla y Pedro Solana, propietario y presidente del club, presentan de manera formal ante los medios de comunicación al equipo, así como la Arena La Paz, que será su nueva casa y el anuncio del entrenador argentino Juan José Pidal, que será el timonel del plantel en este su debut en el circuito.

## Temporada 2019 y Playoffs
En su debut el torneo, Mantarrayas acumuló un total de 10 victorias y 8 derrotas en la primera vuelta, lo que lo colocó en la 4.ª posición; durante la segunda vuelta se inició un poco flojo, pero se levantó y consiguió estar en el sexto lugar con 8 victorias y 8 derrotas, lo que lo posicionó en el quinto lugar del Standing general, clasificando sin problemas a la etapa de Playoffs.
El primer sinodal dentro de los playoffs fueron los Caballeros de Culiacán que se postulaba como uno de los favoritos a obtener el título y a pesar de la dificultad, logró derrotarlos 4-1 y así acceder a la etapa de semifinales, comandados por Benjamin Puckett y Kyle Lamonte.
En esa etapa, terminó enfrentando al candidato principal a ganar el torneo como son Halcones de Ciudad Obregón, lo que se le complicaría un poco el panorama para los paceños; tras empatar la serie 1-1 jugándose en la cancha "Manuel Lira García", el tercer encuentro se vivió un dramatismo puro en la Arena La Paz  por el ida y vuelta que se vivió, pero a siete milésimas de segundos, Mantarrayas ya tenía el partido ganado sin ningún problema 79-77 y en una jugada fortuita, Timajh Parker lanza el esférico de una distancia poco usual y encesta de tres puntos, por lo que se puso 79-80 a favor de los emplumados y así dejó un silencio profundo en el recinto de las Mantarrayas; muchos comentan que ese partido es considerado como el mejor del torneo CIBACOPA. Aun así, con el resultado en contra 3-2, los dirigidos por Pidal viajaron a Ciudad Obregón con la misión de hacer la hombrada y lograr el objetivo; y estando en la duela y con mucha garra, corazón y una noche en la que Lamonte junto con Tyrone White que regresó al equipo como emergente, lograron la gran hazaña tras quedar 82-91 y 105-92, por lo que La Paz tendría por primera vez en su historia un equipo en la gran final.